# Sesamum
Sesamum is een geslacht uit de familie Pedaliaceae. De soorten komen voor in Afrika en op het Indisch subcontinent. Een bekende soort is Sesamum indicum, de soort die het sesamzaad levert.

## Soorten
- Sesamum abbreviatum Merxm.
- Sesamum alatum Thonn.
- Sesamum angolense Welw.
- Sesamum angustifolium (Oliv.) Engl.
- Sesamum calycinum Welw.
- Sesamum capense Burm.f.
- Sesamum indicum L.
- Sesamum latifolium J.B.Gillett
- Sesamum lepidotum Schinz
- Sesamum marlothii Engl.
- Sesamum parviflorum Seidenst.
- Sesamum pedalioides Welw. ex Hiern
- Sesamum prostratum Retz.
- Sesamum radiatum Thonn. ex Hornem.
- Sesamum rigidum Peyr.
- Sesamum schinzianum Asch.
- Sesamum triphyllum Welw. ex Asch.